# خالد الهاشمی
خالد الهاشمی (عربی: خالد الهاشمی بن عبد القادر الجزائری) (زاده: ۱۸۷۵- درگذشته: ۱۹۳۶) سیاستمدار الجزایری و از پیش کسوتان فعالیت سیاسی صلح‌آمیز در جریان اشغال الجزایر توسط فرانسه در روز ۲۰ فوریه سال ۱۸۷۵ در دمشق سوریه به دنیا آمد.

## تولد و رشد
خالد الهاشمی نوه امیر عبد القادر الهاشمی از پیشتازان جنبش اصلاحی در الجزایر است، خانواده او در سال ۱۸۴۸ الجزایر را ترک کرده و در دمشق مستقر شدند. خالد در دمشق که دژ عربیت و اسلام محسوب می‌شد رشد کرد. پدرش او را یک فرد مذهبی ببار آورد. او قرآن را حفظ و علوم عربی و دینی را به‌طور کامل فرا گرفت. او بعد از بازگشت خانواده اش به الجزایر، تحصیلاتش را ادامه داد و در سال ۱۸۸۵ برای ادامه تحصیل به پاریس رفت. پدرش امیدوار بود که بعد از اینکه خالد موفق به گرفتن لیسانس در رشته علوم شد وارد دانشکده نظامی سان سیر در پاریس شود.

## آماده‌سازی مقاومت علیه اشغال فرانسه
در آغاز قرن بیستم، یک تحول ریشه‌ای در مقاومت الجزایر علیه اشغال فرانسه به وجود آمد. بعد از این که مقاومت مردمی نتوانست اهداف مورد نظرش را محقق کند، برای ایجاد اختلال در تعادل قوای موجود بین الجزایر و فرانسه، مقاومت سیاسی جای آن را گرفت. این مرحله یک پدیده درست در آغاز بیداری الجزایر بود که جریان سیاسی طرفدار اصلاحات دعوت به برابری حقوق بین الجزایری‌ها و فرانسوی‌ها می‌کرد، هر چند که به‌صورتی سازمان یافته و در شکل احزاب یا سازمان‌های قانونی نبودند ولی این اقدامات مقدماتی بودند که زمینه آماده‌ای را برای تولد حیات سیاسی و احزاب ملی بعد از پایان جنگ جهانی اول و بعد از بازگشت جوانان الجزایری از جنگ ایجاد و در واقع در خودش بار اولین جنبش سیاسی سازمان یافته را حمل می‌کرد. امیر خالد نوه امیر عبدالقادر از رهبران این فعالیت سیاسی بود که بحق حلقه مهمی در آغاز تاریخ سیاسی معاصر الجزایر محسوب می‌شود.

## اوضاع الجزایر و جهان در آستانه فعالیت‌های امیر خالد
الجزایر کمی پیش از جنگ جهانی اول با فعالیت جنبش نخبگان آشنا شد که تلاشش را در چارچوب پدر و مادر فرانسوی شروع کرد؛ و این بدنبال تصویب قانون سربازگیری اجباری در ۳ فوریه ۱۹۱۲ که موضوع بحث تمامی الجزایری‌ها از جمله طبقات ساده جامعه علی‌رغم اختلافات فرهنگی و سیاسی بود صورت گرفت و امید زیادی به آن دوخته شده بود. اعضای کمیته دفاع از منافع مسلمانان الجزایر که در سال ۱۹۰۸ در پایتخت تأسیس شد دفاع از الجزایری‌ها را در قبال تبعیضاتی که قانون سربازگیری اعمال می‌کرد بعهده گرفت.

## فعالیت سیاسی
امیر خالد با استفاده از خوشنامی مبارزاتی جدش امیر عبدالقادر جنبش اصلاحی را برای مقابله با استعمار تأسیس کرد. او بعد از بازنشستگی در ارتش فرانسه فعالیت‌های سیاسیش را در دو جبهه شروع کرد: یکی مقابله با ادغام هویت الجزایری در هویت فرانسوی و دیگری علیه پارلمانترهای فرانسوی و کهنه پرستان افراطی. امیر خالد یک نامه به ویلسون رئیس‌جمهور آمریکا نوشت و در آن خواسته‌های الجزایری‌ها را مطرح کرد.

امیر خالد در سال ۱۹۲۰ روزنامه «اقدام» را برای ارائه افکارش و دفاع از ایده برابری بین الجزایری‌ها و فرانسوی‌ها در حقوق سیاسی تأسیس کرد. امیر در کلیه زمینه‌ها فعالیت داشت و بعد از نامه‌اش به رئیس‌جمهور آمریکا، خودش را برای انتخابات شهرداری کاندید کرد و عضو شورای شهر پایتخت الجزایر شد و بدنبال آن «جمعیت برادری الجزایر» را پایه‌گذاری کرد و در هنگام دیدار آلکساندر میلران رئیس‌جمهور وقت فرانسه از الجزایر در سال ۱۹۲۳ در مقابل وی سخنرانی کرده و خواسته‌های الجزایری‌ها را مطرح کرد.

## تبعید
فعالیت‌های فشرده و طرح و پیگیری خواسته‌های الجزایری‌ها باعث شد که دولت فرانسه دستور تبعید او به خارج از الجزایر را در ژوئیه ۱۹۲۳ صادر کند. او به مصر رفت و در آنجا به گرمی مورد استقبال قرارگرفت.

تبعید امیر خالد به خارج از الجزایر منجر به پایان یافتن فعالیت‌های سیاسی او نشد و در کنفرانس پاریس در زمینه دفاع از حقوق بشر شرکت کرد و به این ترتیب نبرد را به فرانسه منتقل نمود. او در سال ۱۹۲۴ از تبعیدگاهش نامه‌ای به هیریو نخست‌وزیر فرانسه نوشت و در آن روی خواسته‌های اساسی الجزایری‌ها تأکید کرد. او همچنین به‌طور ویژه‌ای با وطن پرستان سوری بعد از بازگشتش به سوریه در سال ۱۹۲۶ فعالیت می‌کرد. وی در کنفرانس اسلامی افغانستان که در آن موقع تنها کشور مستقل بحساب می‌آمد شرکت کرد. علی‌رغم تلاش‌های بسیاری که برای بازگشت به الجزایر کرد موفق نشد چرا که مقامات فرانسوی همواره در کمین او بودند.

## درگذشت
امیر خالد الهاشمی سرانجام در ۹ ژانویه ۱۹۳۶ در دمشق درگذشت.